# اروگه
اروگه (به ژاپنی: エロゲ یا エロゲー Eroge) (به‌صورت «اِرُگِ» تلفظ می‌شود) زیرمجموعه سبک نقش آفرینی و سبکی از بازی‌های ویدئویی است که به بازی های ژاپنی مضامین پورنو گفته می‌شود. به آن اچ گیم (H-GAME) نیز می‌گویند. این سبک در ژاپن به وجود آمده اما ممکن سایر کشور ها نیز بازی ویدئویی در این سبک بسازند.